# Gactornis
Gactornis is een monotypisch geslacht van vogels uit de familie van de nachtzwaluwen (Caprimulgidae). De wetenschappelijke naam van het geslacht is voor het eerst geldig gepubliceerd in 2010 door Han, Robbins en Braun. Dit geslacht is sinds 2010 afgesplitst van het geslacht Caprimulgus.

## Soorten
De volgende soort is bij het geslacht ingedeeld:
- Gactornis enarratus – Gekraagde nachtzwaluw